# Rob Janssen
Pour les articles homonymes, voir Janssen et DJ Rob.
Ne doit pas être confondu avec Rob Fabrie.
Rob Janssen, plus connu sous le nom de scène DJ Rob, né à Oosterbeek en 1968, est un producteur de musique et disc jockey de techno hardcore néerlandais. En tant que DJ résident du Parkzicht, il est considéré comme un des créateurs du gabber. Il dispose également de son propre label, Coolman Records. On trouve sous ce label des artistes comme s'Aphira, Na-Goyah et The Outside Agency.

## Biographie

### Enfance et débuts
Rob Janssen est né en 1968 à Oosterbeek dans une famille d'origine indonésienne. Il commence à mixer lors des fêtes de son école, dans les années 1980, puis à faire des remixes avec deux magnétocassettes. Lorsqu'en 1989 les frères van der Palm et James van Niekerk prennent la direction de l'Ibiza, une boîte de nuit située sous l'Euromast à Rotterdam, ceux-ci en changent le concept, lui donne le nom de Parkzicht, et embauchent DJ Rob comme DJ résident. Rob Janssen mixe sur ses platines les vinyles qu'il a dans sa mallette, de la New beat belge, et de la house la plus dure en provenance de Détroit et d'Allemagne. Il fait à cette époque de fréquents voyages en Belgique, en Angleterre, en Allemagne, et importe des sons nouveaux, qu'il adapte à son public.
En 1990, il fonde avec John van Galen et Brad Grobler le label Noculan Records. À ses débuts, Tiësto y a sorti quelques titres, sous les pseudonymes de Da Joker et DJ Limited. Il intervient[Quand ?], conjointement avec Brad Grobler, comme producteur, en particulier du duo Dance Nation, qui a connu quelques succès dans les classements musicaux néerlandais.
Au début des années 1990, il rencontre Paul Elstak au Blue Tiek ; l'un et l'autre échangent leurs playlists et leurs vinyles, dont le grand succès de Rob Father Forgive Them. C'est sur le label de Paul Elstak Rotterdam Records que DJ Rob, accompagné par MC Joe (Ludie Smitshoek), sort en 1992 son premier simple, intitulé The Beat Is Flown, qui est devenu un classique du genre. En décembre 1991, il coorganise un des premiers grands événements hardcore à Rotterdam, « De Houseparty Ahoy », à la Maashal de l'Ahoy. Il prend ensuite part à de nombreux événements organisés par Paul Elstak durant lesquels il mixe en live, notamment « A Nightmare at the Park » au Parkzicht puis « A Nightmare In Rotterdam » à l'Energiehal.

### RTC et suites
Il forme en 1993 le groupe Rotterdam Terror Corps (RTC) avec DJ Distortion, qui intègre par la suite MC Raw, Petrov, The Reanimator (Patrick Moerland) ou encore Bass-D and King Matthew. La marque de fabrique de ce groupe est la production de disques ouvertement anti-Amsterdam, et sont caractéristiques de la rivalité qui existe entre la capitale néerlandaise et Rotterdam dans les années 1990, à la jonction entre l'univers gabber et le hooliganisme.  Il quitte le Parkzicht en 1994, laissant un boîte dont la réputation va se dégradant — affaires de drogue et de racisme — afin de lancer sa carrière solo, qu'il mène à la fois aux Pays-Bas et à l'étranger. DJ Rob se trouve alors sur de nombreuses compilations gabber et techno hardcore. 
Rob quitte Rotterdam Terror Corps dès 1995, pour des questions financières mais également du fait des propos racistes de The Reanimator. Il a également travaillé avec Rotterdam Termination Source, formant alors le groupe M.R.G. avec qui il sort le single Loving U.
Il est en 2000, conjointement avec Paul Elstak, l'objet du livre De Gabber Story - Het Verhaal van DJ Paul en DJ Rob de Paul van Gageldonk. En 2001, il est DJ résident du Club X de Tilbourg. En 2014, il révèle, lors d'un entretien, regretter la période underground du gabber, désormais « trop commercial » selon lui.

## Style musical
Le style de DJ Rob s'est forgé au fil des soirées passées derrière ses platines au Parkzicht. En 1990 et 1991, c'est en accélérant des morceaux instrumentaux new beat comme Anasthasia de T99 ou ceux de Praga Khan que DJ Rob crée un nouveau son, plus dur que tout ce qui se faisait jusqu'alors. Le son original, les créations de DJ Rob trouvent leur origine dans le drum and bass mais aussi les riffs de classic rock, montés en boucle sur un séquenceur Roland TB-303.
Le mixage se faisait en live, au moyen d'une platine Roland TR-909. Grâce à cette création, on lui attribue la paternité du son gabber, copaternité également attribuée à Paul Elstak. Les titres de ses compositions, plutôt violents — Motherfuckers You’re Gonna Die, War of the Worldz, 7 Gods of Chaos — ont davantage pour objectif de constituer de vives punchlines que de mobiliser un imaginaire violent, dans une ambiance qui se veut bon enfant.

## Discographie
- 1991 : Feel The Rhythm (avec DJ Mac) (Spring Records)
- 1992 : Is For You (Rotterdam Records)
- 1994 : Raving Bastards (Coolman Records)
- 1994 : Korrekte Bassdrum (Remixes) (avec Smash) (Coolman Records)
- 1997 : Words to Live By ... (avec MC Hughie Babe) (Noculan Records)
- 1997 : Lords of the Hardschool (avec DJ Paul et MC Hughie Babe) (Rotterdam Records)
- 2004 : Boy's Interface (The Remixes) (Seismic Records)
- 2005 : Start Playing (Seismic Records)
- 2005 : Bang Bang (Seismic Records)
- 2006 : Rainbow (Seismic Records)
- 2006 : In Your Face (Seismic Records)
- 2006 : The Anthem
- 2013 : 1992 Is 4 You vs Boys Interface (DJ Rob vs DJ Francois Mashmix)